# Goera recta
Goera recta is een schietmot uit de familie Goeridae.
De soort komt voor in het Oriëntaals gebied.